# Bayerische Handballmeisterschaft 1955
Die Bayerische Handballmeisterschaft 1955 war die sechste vom Bayerischen Handball-Verband (BHV) ausgerichtete Endrunde um die bayerische Meisterschaft im Hallenhandball der Männer. Sie wurde in einem Ausscheidungsturnier am  16. Januar 1955 in Passau durchgeführt. Der FC Bayern München wurde Meister und war damit auch zur Teilnahme an der Süddeutschen Meisterschaft 1955 berechtigt.

## Turnierverlauf

Bereich des „Bayer. Handballverbandes“ (BHV)

Die Meisterschaft gewann der FC Bayern München, der damit zur Teilnahme an der Süddeutschen Meisterschaft 1955 in Freiburg im Breisgau berechtigt war und dort die Endausscheidung als Vizemeister abschloss. Als Süddeutscher Vizemeister war der FCB in diesem Jahr auch für die Endrunde um die Deutsche Handballmeisterschaft 1955 in Karlsruhe qualifiziert und belegte dort den 5. Platz. 

### Modus
Es spielte jeder gegen jeden, der Meister war für die Süddeutsche Meisterschaft 1955 qualifiziert.

### Endrunde
FC Bayern München 	– 	FC Hösbach 1923 	8 	: 	1
FC Bayern München 	– 	VfL Wunsiedel 	2 	: 	1
FC Bayern München 	– 	TSV Regensburg 	6 	: 	3
FC Bayern München 	– 	BC Augsburg 	5 	: 	1
FC Bayern München 	– 	TG Landshut 	5 	: 	2
FC Bayern München 	– 	TSV 1860 Ansbach 	6 	: 	3
TSV 1860 Ansbach 	– 	FC Hösbach 1923 	7 	: 	2
TSV 1860 Ansbach 	– 	TSV Regensburg 	6 	: 	1
TSV 1860 Ansbach 	– 	TG Landshut 	4 	: 	2
VfL Wunsiedel 	– 	TSV 1860 Ansbach 	3 	: 	2
TSV 1860 Ansbach 	– 	BC Augsburg 	7 	: 	5
BC Augsburg 	– 	TG Landshut 	5 	: 	3
BC Augsburg 	– 	VfL Wunsiedel 	3 	: 	2
BC Augsburg 	– 	TSV Regensburg 	4 	: 	4
BC Augsburg 	– 	FC Hösbach 1923 	5 	: 	2
VfL Wunsiedel 	– 	FC Hösbach 1923 	8 	: 	2
VfL Wunsiedel 	– 	TSV Regensburg 	3 	: 	2
TG Landshut 	– 	VfL Wunsiedel 	3 	: 	2
FC Hösbach 1923 	– 	TG Landshut 	4 	: 	2
TG Landshut 	– 	TSV Regensburg 	4 	: 	1
TSV Regensburg 	– 	FC Hösbach 1923 	5 	: 	3

### Endrundentabelle
Saison 1954/55 
|    | Mannschaft        | Spiele | Punkte |
| -- | ----------------- | ------ | ------ |
| 1. | FC Bayern München | 6      | 12:0   |
| 2. | TSV 1860 Ansbach  | 6      | 8:4    |
| 3. | BC Augsburg       | 6      | 7:5    |
| 4. | VfL Wunsiedel     | 6      | 6:6    |
| 5. | TG Landshut       | 6      | 4:8    |
| 6. | TSV Regensburg    | 6      | 3:9    |
| 7. | FC Hösbach        | 6      | 2:10   |

 Bayerischer Meister und für die Endrunde zur Süddeutsche Handballmeisterschaft 1955 qualifiziert